# Театральный сад (Уфа)
Театральный сад (неофициально Софьин, Софьюшкин, Софийский сад) — исторический и фактический первый общественный сад в городе Уфе, в квартале, ограниченный ныне улицами Цюрупы, Заки Валиди, Матросова и Тукаева; соединялся с Софьюшкиной аллеей.

## Описание

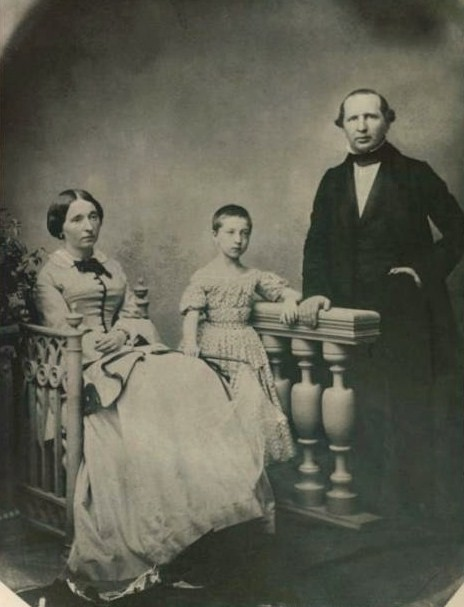
Уфимский губернатор Григорий Сергеевич Аксаков с женой Софьей Александровной и дочерью Ольгой
Имел неофициальное название — Софьин (Софьюшкин, Софийский) сад (аналогично с Софьюшкиной аллеей), в честь попечительницы городского театра и сиротского приюта Софьи Александровны, супруги Уфимского губернатора Григория Сергеевича Аксакова. Фактический стал первой удачно осуществлённой попыткой (начиная с 1830-х годов) устройства в городе общественного места для отдыха горожан.
Ныне квартал занят зданиями Федерального казначейства, банка «Социнвестбанк» и Государственного Собрания — Курултай Республики Башкортостан, Уфимского городского училища и Башкирской высшей коммунистической сельскохозяйственной школы. Перед зданием банка «Социнвестбанк» сохранилась небольшая площадка с двумя фонтами.

## История
Заложен в 1860 году. Примыкавшую к нему улицу назвали Садовой (ныне — Матросова). В 1861 году на его территории построен деревянный зимний театр на 400 мест, который в 1867 году сгорел. В 1875 году на его месте построен новый деревянный двухэтажный театр на 800 мест по проекту Рудольфа Иосифовича Карвовского, который тоже сгорел в 1877 году.